# 夏后氏之璜
夏后氏之璜，是一种夏后氏的宝玉，与和氏璧齐名。

## 用途
吴大澂认为夏后氏之璜不是佩戴用的璜，而是一种大璜，为礼神之玉。
《山海经·海外西经》记载，“大乐之野，夏后启于此儛九代，乘两龙，云盖三层。左手操翳，右手操环，佩玉璜。在大运山北。”陈剩勇认为夏后氏在扮演天地的巫覡时佩戴玉璜，那么这种璜就不是一般的佩饰，而是沟通生死世界的一种宗教法器。
易仁认为红山文化出土的勾云形玉珮就是夏代的璜，早期寓意为生殖崇拜，晚期为王权和地位的象征。

## 鲁国的夏后氏之璜
周初大封建的时候，鲁公伯禽分到了大路、大旂、夏后氏之璜、封父之繁弱等宝物。这些宝物成为鲁国的国宝，世代由鲁国国君掌管。
前502年冬季，阳虎作乱失败，他进入公宫，拿走了夏后氏之璜和封父之繁弱，逃亡到五父之衢。
前501年夏季，阳虎将夏后氏之璜和封父之繁弱送回鲁国。

## 宋国的夏后氏之璜
前481年，宋国的桓魋在作乱失败后逃亡到卫国，卫国的公文氏攻打桓魋，向他索取夏后氏之璜。桓魋给了公文氏别的玉器后逃到齐国。

## 其他
- 《淮南子·氾论训》：夫夏后氏之璜不能无考，明月之珠不能无类。然而天下宝之者，何也？其小恶不足妨大美也。
- 《淮南子·精神训》：夫有夏后氏之璜者，匣匮而藏之，宝之至也。夫精神之可宝也，非直夏后氏之璜也。
- 《淮南子·说山训》：呙氏之璧，夏后之璜，揖让而进之，以合欢；夜以投人，则为怨，时与不时。
- 《淮南子·说林训》：夫随一隅之迹，而不知因天地以游，惑莫大焉。虽时有所合，然而不足贵也。譬若旱岁之土龙，疾疫之刍狗，是时为帝者也。曹氏之裂布，蛷者贵之，然非夏后氏之璜。
- 《潜夫论·赞学》：易曰：“君子以多志前言往行以畜其德。”是以人之有学也，犹物之有治也。故夏后之璜，楚和之璧，虽有玉璞卞和之资，不琢不错，不离砾石。
- 王通 《文中子·上义》：夏后氏之璜，不能无瑕；明月之珠，不能无秽。